# Palási csata
A palási csata (angolosan: plassey-i csata) a hétéves háború gyarmati területeken vívott egyik fontos csatája volt. Bár a részt vevő haderők méretei és a veszteségek nem tükrözik politikai jelentőségét, ez a csata jelentette a brit uralom kezdetét Indiában. A csatát követően meghalt az utolsó független bengál naváb, Szirádzsuddaula, utódja, Mír Dzsaffár már brit ellenőrzés alatt uralkodott.

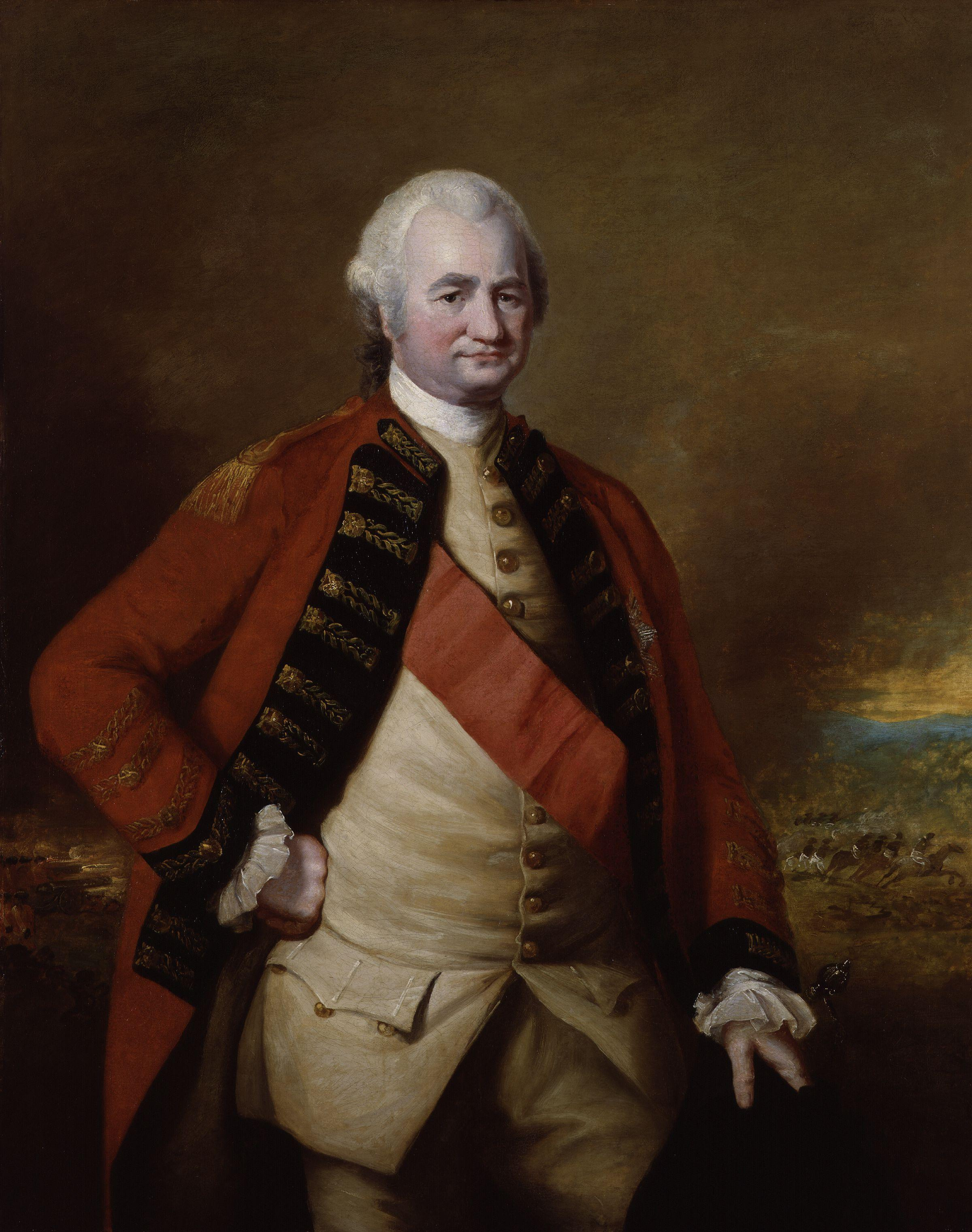
Robert Clive (1725-1774), Clive első bárója, a Plassey-i győző, indiai brit főparancsnok (Commander-in-Chief of India) 1756-1760, és 1765-1767 között. Nathaniel Dance festményén.

## Előzmények
Az indiai háborúskodás abból fakadt, hogy a frissen trónra lépő bengál naváb, Szirádzsuddaula, többek között az 
udvarában növekvő francia befolyás hatására meg akarta állítani a térségben gyorsan előretörő angol hódítást. A 
Brit Kelet-indiai Társaság a kis indiai fejedelemségeket gyakran egymás ellen is kihasználva hol fegyverrel, 
hol kereskedelmi bojkottal egymás után törte le a befolyásuknak ellenálló rengeteg különálló államot. A franciák 
hasonlóan jártak el, így a két gyarmatosító hatalom Észak-Amerika mellett Indiában is szembekerült 
egymással.
A franciák kiprovokálták a bengáli erők támadását, akik 1756 májusában lerohanták a britek kalkuttai 
erődjét, Fort Williamet. A foglyokat egy borzalmas verembe, a „fekete lyukba” zárták, ahol a 146 brit katonából egyetlen éjszaka alatt állítólag 121-en haltak meg. Robert Clive,  mint brit indiai főparancsnok (Commander-in-Chief of India) kapta a feladatot, hogy szerezze vissza Kalkuttát. Együttműködve a flottával, Clive 1756 decemberében visszafoglalta Fort Williamet. A naváb Kalkutta elleni támadását Clive visszaverte, és az 1757 februárjában, Aliganarban megkötött béke értelmében elismerte az angol fennhatóságot a térségben.
A hétéves háború kirobbanása után, mivel Anglia és Franciaország úgyis szembekerült egymással, Clive 
elfoglalta Csandarnagar erődjét, mely bengáli földön volt, de francia kézen. A naváb ezt úgy értelmezte, hogy a 
britek megszegték a vele kötött békét, és a franciák mellé állt. Clive ekkor úgy határozott, megfosztja 
Szirádzsuddaulát trónjától, és le is paktált annak egyik tábornokával, Mír Dzsafárral, akinek odaígérte a trónt, 
cserébe a segítségéért. Clive ezt követően erőit kiegészítve a naváb fővárosa, Mursidábád ellen vonult, menet közben elfoglalva a katvai erődöt is.

## A csata
A bengáli erők Palási közelében sorakoztak föl, hogy megállítsák a britek előrenyomulását. A két haderő június 23-án csapott össze. A bengáli erők a franciákkal együtt jelentős létszámfölényben voltak, (50 000 ember a 3200 
ellen), azonban Mír Dzsafár és számos más indiai vezér árulása nyomán, közel 45 000 fő távol maradt a harctól.

A britek nem kezdeményeztek támadást, csak akkor, amikor a komoly esőzések következtében a vizes puskapor miatt az 
indiai ágyúk abbahagyták a tüzelést. A britek szárazon tartották puskaporukat, meglepetésszerűen rázúdultak a naváb 
táborára, aki visszavonult.

## Következmények
A csata rövid volt, a veszteségek csekélyek voltak, a politikai következmények azonban annál jelentősebbek.
Mír Dzsaffár fia megölte a visszavonuló Szirádzsuddaulát, így Mír Dzsaffár lett az új bengál naváb, igaz csak brit 
ellenőrzés alatt.
A később kirobbanó lázadás és az 1764-es bakszári csata után az 1765-ös allahábádi békében a Mogul Birodalom (a navábok ugyanis a mogul császár helytartói voltak) átruházta a bengáli és bihári adószedés és 
igazságszolgáltatás jogát a Brit Kelet-indiai Társaságra, melyet követően India majd két évszázadon át a 
Brit Birodalom része volt.